# Афинитетна хроматография
Афинитетната хроматография е разновидност на лигандната хроматография. В основата на хроматографията са реакциите по взаимодействието на разделяемите примеси с лиганди, свързани с инертен носител. В случая на афинитетната хроматография, в ролята на примеси действат биологично активни агенти биологично активни вещества (протеини, ензими), влизащи с в специфично биохимично взаимодействие с лиганда. Например: антитяло-антиген, хормон-рецептор и т.н. Именно спецификата на подобно взаимодействие обуславя високата ефективност на афинитетната хроматография и широкото ѝ (в сравнение с други видове лигандна хроматография) разпространение.